# Merochlorops gracilis
Merochlorops gracilis är en tvåvingeart som först beskrevs av Becker 1913.  Merochlorops gracilis ingår i släktet Merochlorops och familjen fritflugor. Inga underarter finns listade i Catalogue of Life.